# St. Margaretha (Reutti)

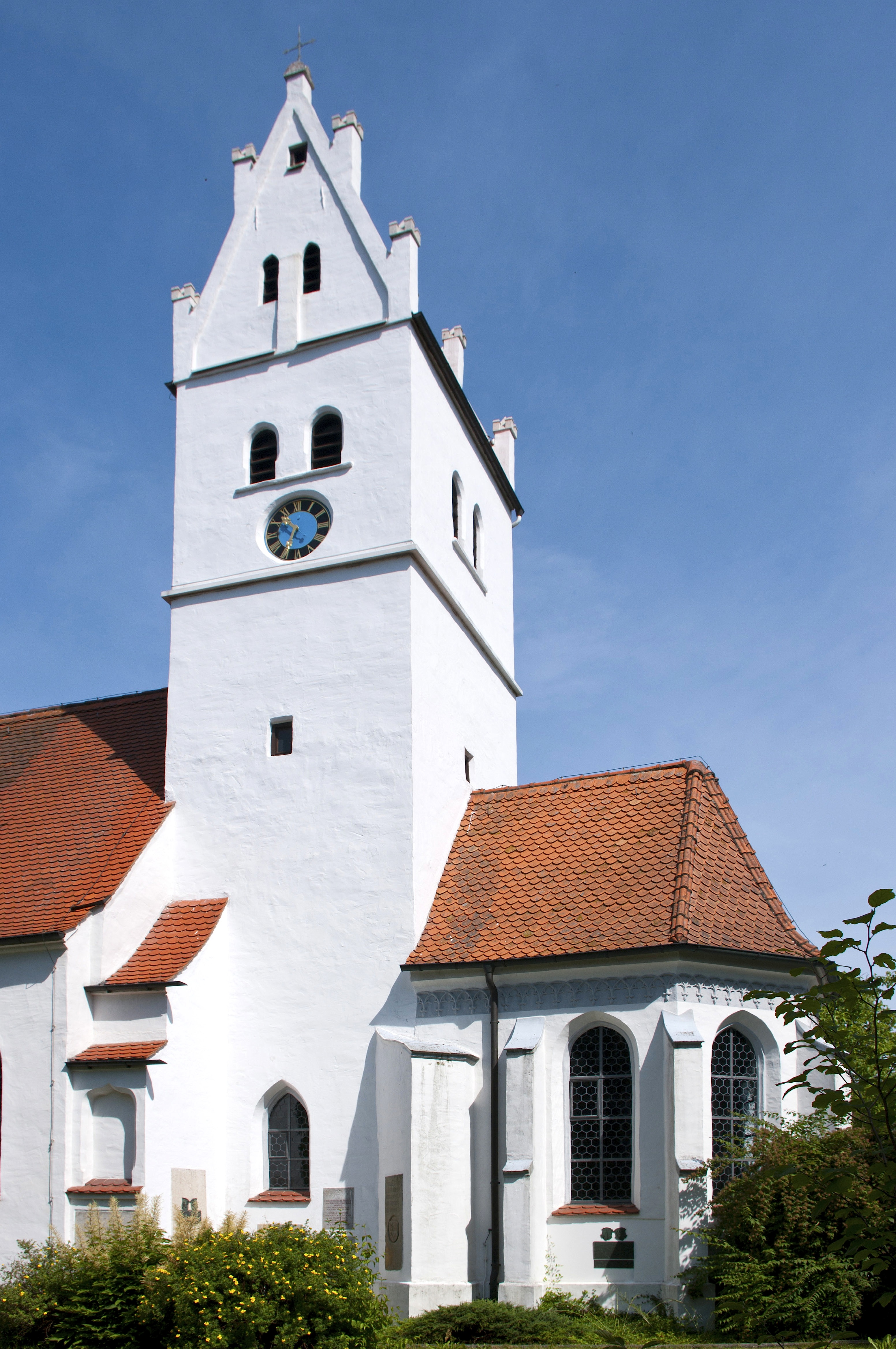
St. Margaretha in Reutti

St. Margaretha ist eine evangelisch-lutherische Pfarrkirche in Reutti, einem Stadtteil von Neu-Ulm im schwäbischen Landkreis Neu-Ulm in Bayern. Das denkmalgeschützte Bauwerk ist in der Liste der Baudenkmäler in Neu-Ulm unter der Nr. D-7-75-135-89 eingetragen. Die Pfarrei gehört zum Dekanat Neu-Ulm des Kirchenkreises Augsburg der Evangelisch-Lutherischen Kirche in Bayern.

## Beschreibung
Die Saalkirche besteht aus einem Langhaus, einem querrechteckigen Chorturm im Osten, dessen untere Geschosse von einem Vorgängerbau von 1318 stammen, einer Sakristei an dessen Nordwand und einem um 1472 angefügten, von Strebepfeilern gestützten neuen Chor mit Fünfachtelschluss an der Ostwand des Chorturms. Der Chorturm wurde mit einem Geschoss aufgestockt, das die Turmuhr und den Glockenstuhl beherbergt, und quer mit einem Satteldach zwischen Giebeln bedeckt, die mit Fialen verziert sind, auf denen Zinnen sitzen. Der Innenraum des Langhauses ist mit einer Kassettendecke überspannt, das Erdgeschoss des Chorturms mit einem Netzgewölbe, der des neuen Chors mit einem Sterngewölbe auf Konsolen. Der Hochaltar wurde 1498 von Jörg Syrlin dem Jüngeren gebaut. Die ihn flankierenden Statuen werden Niklaus Weckmann zugeschrieben. Ein Epitaph für den Stifter der Kirche wird Georg Rieder III zugeschrieben. Die Orgel wurde 1975 von Ekkehard Simon gebaut.